# مانو ریکو
مانو ریکو (انگلیسی: Manu Rico؛ زادهٔ ۱۱ ژانویهٔ ۲۰۰۳) بازیکن فوتبال اهل اسپانیا است که در حال حاضر به صورت قرضی از باشگاه فوتبال اوئسکا، برای باشگاه ورزشی تارازونا بازی می‌کند.